# زن، مرد، زندگی
زن، مرد، زندگی فیلمی به کارگردانی مهدی ودادی محصول سال ۱۳۹۱ است.

## داستان
زوج جوانی به دلیل عدم ابراز عشق از سوی زن دچار اختلافاتی می‌شوند. مرد در اثر بی محبتی، با دختری دیگر رابطه برقرار می‌کند.

## بازیگران
- لیلا اوتادی در نقش لیلی
- سحر قریشی درنقش آوا
- نیما شاهرخ شاهی در نقش بهرام
- امیرحسین رستمی در نقش فرهاد
- سمیه برجی در نقش تینا

## طلاق
فیلم با نگاهی متفاوت قصد دارد به زوج‌های جوان نشان دهد که مشکلات کوچک و بزرگ زندگی را با دیدی بهتر شناخته و طلاق را نقطه پایان مشکلات ندادند. تلاش برای بازسازی یک عشق و زندگی زناشویی، مهم‌ترین دغدغه فیلم است.